# 紐阿托普塔普島

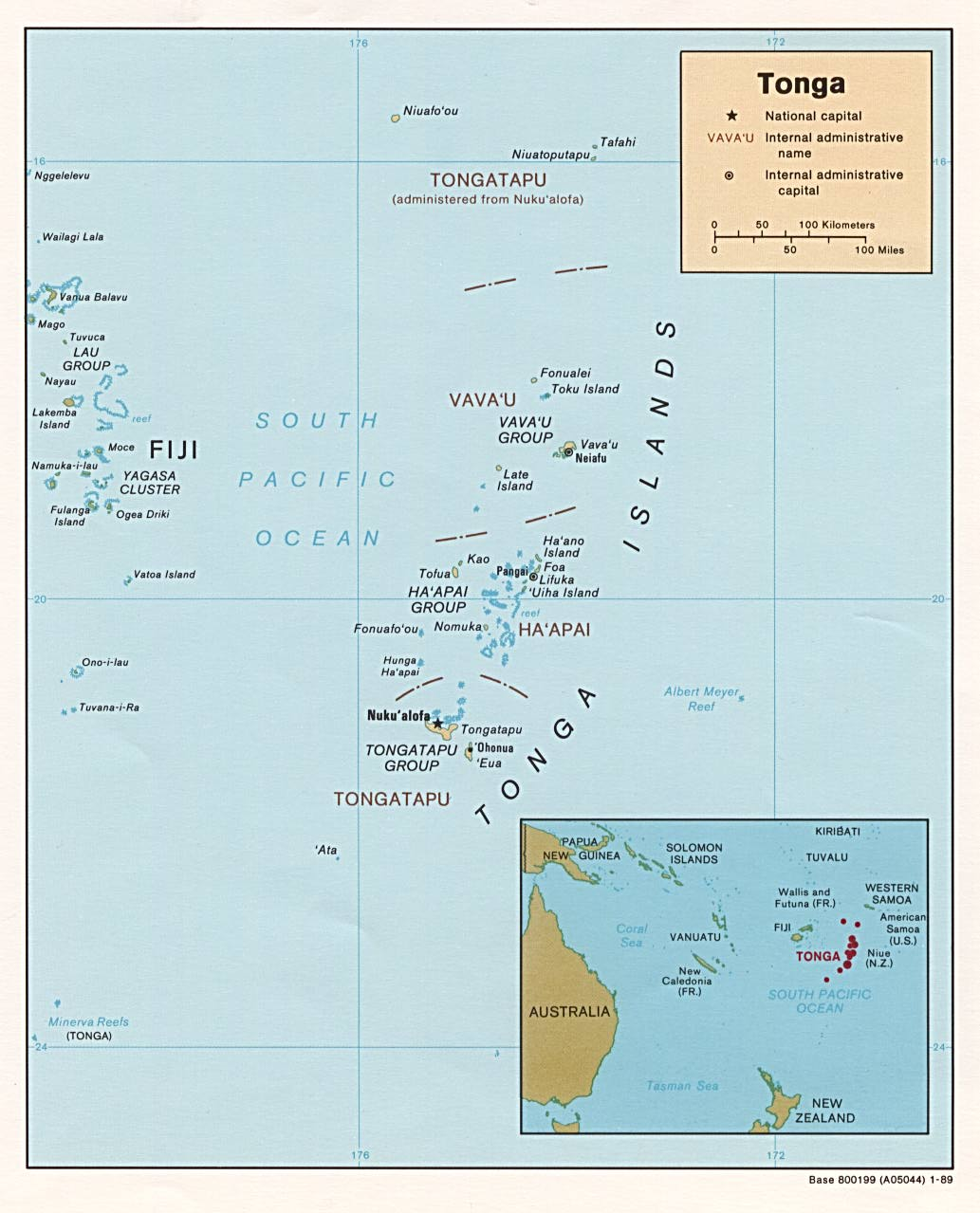
纽阿托普塔普位于汤加北端

紐阿托普塔普島（Niuatoputapu）是太平洋島國湯加的島嶼，位於該國北部紐阿斯群島，距離瓦瓦烏群島約300公里，最高點海拔高度157米，該島在2009年薩摩亞地震中被波及，2006年人口934。
岛上有三个聚居点，分别是希希福（汤加语中意为“西边”）、法莱豪和外坡阿，其中以希希福最大。当地居民原本使用纽阿托普塔语，一种和萨摩亚语更接近的语言，但在大约18世纪或19世纪的时候，当地居民改用了汤加语，但当地的汤加语仍保留有一些萨摩亚语的成分。

## 地名
该岛曾在1616年被荷兰人威廉·斯考滕命名为“叛徒岛”（荷蘭語：Verraders Eylant），1767年被英国航海家塞缪尔·沃利斯命名为“凯佩尔提督岛”（英語：Admiral Keppel Island）。
纽阿托普塔普（Niuatoputapu，或作Niuatobutabu）是当地语言对该岛的称呼，一说是“富有椰子的岛”的意思，因为niu意为“椰子”，而后缀-a表示“富有......的”之意。另一说，Niuatoputapu意为“神圣的岛”，因为汤加语中，tapu或tabu是“神圣的”的意思。